# Johann von Gatzekow
Johann von Gatzekow (bl. 1380–1417) war von 1391 bis 1398 Domherr zu Schwerin, 1395 Domdekan in Lübeck, ab 1398 auch Domherr zu Hamburg und Bremen.

## Leben
Johann von Gatzekow soll vermutlich Mitglied einer Greifswalder Ratsfamilie gewesen sein. Am 7. Dezember 1398 und noch 1399 wurde er als baccalaureus in decretis bezeichnet. 1401 war er an der Universität Köln immatrikuliert und am 27. Januar 1403 dort Magister und päpstlicher familiaris. 
Ab dem 6. Mai 1380 finden wir Johann als Vizedominus des Domkapitels zu Cammin, wo er am 19. Dezember 1406 auch als Dekan tätig war. Am 20. November 1386 war Johann als Vikar von St. Marien in Greifswald in der Diözese Cammin nachweisbar. Zur gleichen Zeit war er noch Kanoniker zu Kolberg. Johann wurde am 20. November 1386 auch mit einem Kanonikat und einer Präbende zu Passau providiert.
Seine Domherrenstelle zu Passau tauschte er am 15. Januar 1391 mit Johann Senging gegen ein Kanonikat mit Präbende zu Schwerin, wo er bis zum 7. Dezember 1398 nachweisbar ist. Als ehemaliger Archidiakon von Arnswalde in der Diözese Cammin wurde Johann am 5. Dezember 1389 bezeichnet, doch dieses Amt muss schon vor 1380 in seinem Besitz gewesen sein.
Ab dem 18. Juli 1395 war Johann Gatzekow Inhaber des Dekanats von Lübeck, das er bis zum 26. November 1417 innehatte. Am 7. Dezember 1398 tauschte er mit Nikolaus de Insula das Dekanat gegen die Propstei zu Lübeck, doch wurde dieser Vorgang wenig später annulliert. Als Domherr zu Hamburg ist Johann am 7. Dezember 1398 nachweisbar und am 13. Mai 1399 erhielt er die Propstei von St. Marien zu Hamburg. 
Gleichzeitig war Johann auch noch Domherr zu Bremen, dort besaß er vor dem 19. Dezember 1406 noch ein Kanonikat des Anscharistifts. Am 7. Dezember 1398 wurde er auch noch als Vikar an der Schlosskapelle zu Putbus auf der Insel Rügen genannt.
Er verstarb an einem 21. Juli der Jahre 1414 bis 1417 und wurde im Lübecker Dom beigesetzt, wo seine Grabplatte dokumentiert aber nicht erhalten ist.